# حكيم خان
حكيم خان هي بلدية وقضاء في ولاية ملطية في تركيا. مساحتها 1,514 كم2 وبلغ عدد سكانها 15,706 نسمة عام 2022. تقع في أعالي نهر الفرات في شرق الأناضول. يقع جبل حكيم خان على ارتفاع 1,075 مترًا فوق مستوى سطح البحر. أعلى نقطة فيها هي جبل زربة خان (2091 م). رئيس البلدية هو محمد شريف يلدريم ( حزب الشعب الجمهوري ).